# Geronimo Meynier
Pour les articles homonymes, voir Meynier.
Geronimo Meynier (né à Fiume le 5 juillet 1941 et mort à Milan le 23 janvier 2021) est un acteur  italien  des années 1950 et du début des années 1960. Il fait ses débuts dans Amici per la pelle en 1955 à 14 ans. Son dernier film date de 1968.

## Biographie
En 1955 à Rome, Geronimo Meynier participe, à quatorze ans, à une audition avec le réalisateur Franco Rossi, qui le choisit pour le rôle principal du film Amici per la pelle, dans son unique prestation d'enfant acteur.
De 1957 à 1964, il participe à diverses productions et s'impose comme l'un des jeunes acteurs les plus prometteurs du cinéma italien. Il a tourné avec certains des meilleurs réalisateurs de l'époque comme Alessandro Blasetti, Mario Monicelli,  Mario Camerini et Mario Mattoli. Meynier a joué dans le film Roméo et Juliette (réalisé par Riccardo Freda, 1964), après quoi il s'est retiré, encore très jeune, du monde du cinéma.

## Filmographie partielle
- 1955 : Amici per la pelle de Franco Rossi
- 1958 : Amour et Commérages (Amore e chiacchiere)
- 1959 : La cento chilometri
- 1959 : Brèves Amours (Vacanze d'inverno)
- 1959 : Premier amour
- 1960 : Totò, Fabrizi e i giovani d'oggi
- 1962 : L'Amour à vingt ans
- 1964 : Roméo et Juliette (Romeo e Giulietta) de Riccardo Freda